# Thomas Stamford Raffles
Thomas Stamford Bingley Raffles (No mar, frente a Port Morant, Jamaica, 5 de julho de 1781 – Baret, Inglaterra, 5 de julho de 1826)  foi um estadista britânico famoso por ter fundado Singapura. Ele serviu como vice-governador de Java (1811-1815) e governador geral de Bencoolen (1817-1822).
Raffles é creditado com a criação do Império Britânico no Extremo Oriente. Fundou o porto de Singapura em 1819 para garantir o acesso britânico aos mares da China; em 1824, o Império Holandês desistiu de suas reivindicações sobre Singapura.
Ele também escreveu The History of Java (1817).

## Biografia
Thomas Stamford Raffles nasceu na costa da Jamaica, a bordo de um navio mercante comandado por seu pai, que deixou sua família na pobreza ao morrer, forçando Raffles a deixar a escola, e foi autodidata.

## Trajetória profissional
Aos 14 anos, Raffles ingressou na Companhia Britânica das Índias Orientais. Depois de ser nomeado secretário do governador de Pinang (atual Malásia), aos 23 anos empreendeu um estudo sobre os povos malaios e os conhecimentos adquiridos lhe permitiram desempenhar um papel fundamental em 1811, quando o Reino Unido derrotou as forças franco-holandesas após a invasão de Java. Mais tarde, ele foi nomeado vice-governador e introduziu várias reformas com o objetivo de transformar o sistema colonial holandês.
Posteriormente, ele retornou à empresa, que considerou suas reformas muito caras e, embora mais tarde tenha retomado suas funções no Sudeste Asiático, sua autoridade era então limitada. Enquanto isso, ele foi nomeado cavaleiro em 1816.

### Fundação da Singapura moderna
Raffles aumentou a influência britânica no sudeste da Ásia, estabelecendo e fundando a colônia de Singapura em 1819, com a permissão do Sultanato de Johor.  Decidiu criar um porto comercial, necessário em virtude da troca de mercadorias entre a China e o Reino Unido. Retornou então a Bengkulu, onde permaneceu por três anos, retornando a Singapura em 1822 para organizar a administração colonial da ilha. Seu governo estabeleceu a entrada gratuita no porto e em condições de igualdade para os navios de qualquer nacionalidade. Em troca, através do Tratado de 1824, o Império Holandês desistiu de reivindicar seus direitos de posse de Singapura.
Em 1823, ele fundou a primeira escola secundária em Singapura. Foi chamado de Singapore Institution até depois de sua morte, quando o nome foi alterado para Raffles Institution, em sua homenagem.

### Retorno a Inglaterra e morte
A saúde de Raffles piorou e ele teve que retornar à Inglaterra em agosto de 1824. Sua coleção de antiguidades e história natural o tornaram uma figura popular no mundo da alta sociedade e da ciência em seu país. Ele participou da fundação da instituição que criou o Zoológico de Londres.
Raffles morreu de derrame cerebral em seu 45.º aniversário, 5 de julho de 1826.

## Obras
- The History of Java. Black, Parbury, and Allen, London 1817 Online bei Internet Archive

## Legado
Em Singapura, e em outras partes do mundo, seu nome continua vivo em inúmeras entidades, incluindo:

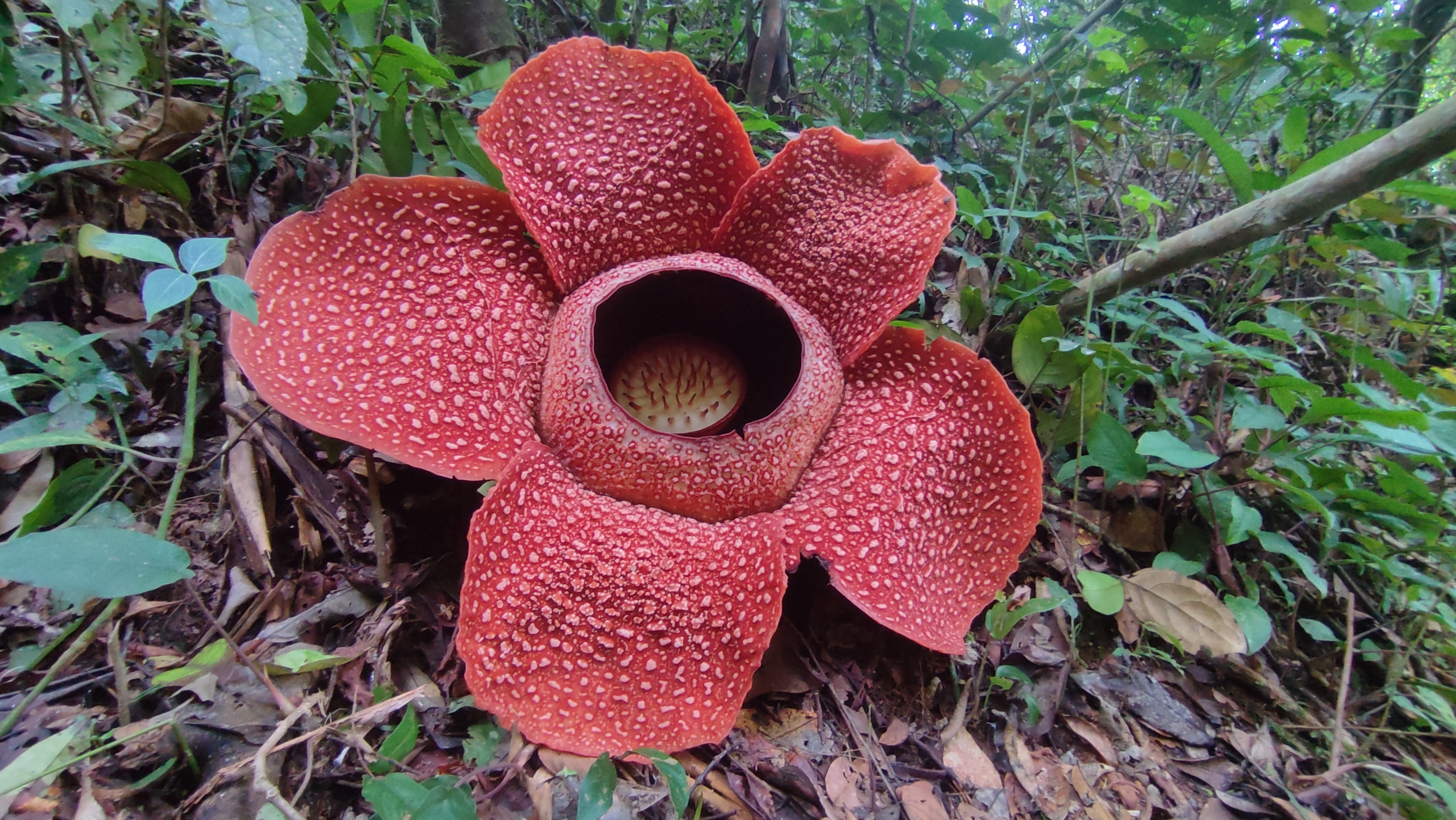
Rafflesia arnoldii da Indonésia.

Várias espécies são nomeadas em sua homenagem:
- Chaetodon rafflesii,
- Dinopium rafflesii,
- Megalaima rafflesi,
- Nepenthes rafflesiana,
- Protanilla rafflesi
- Rafflesia,
- Theridion rafflesi

Enquanto estava em Sumatra, Raffles encomendou artistas para fazer desenhos de suas coleções de animais e plantas. Os desenhos sobreviventes são mantidos pela Biblioteca Britânica.

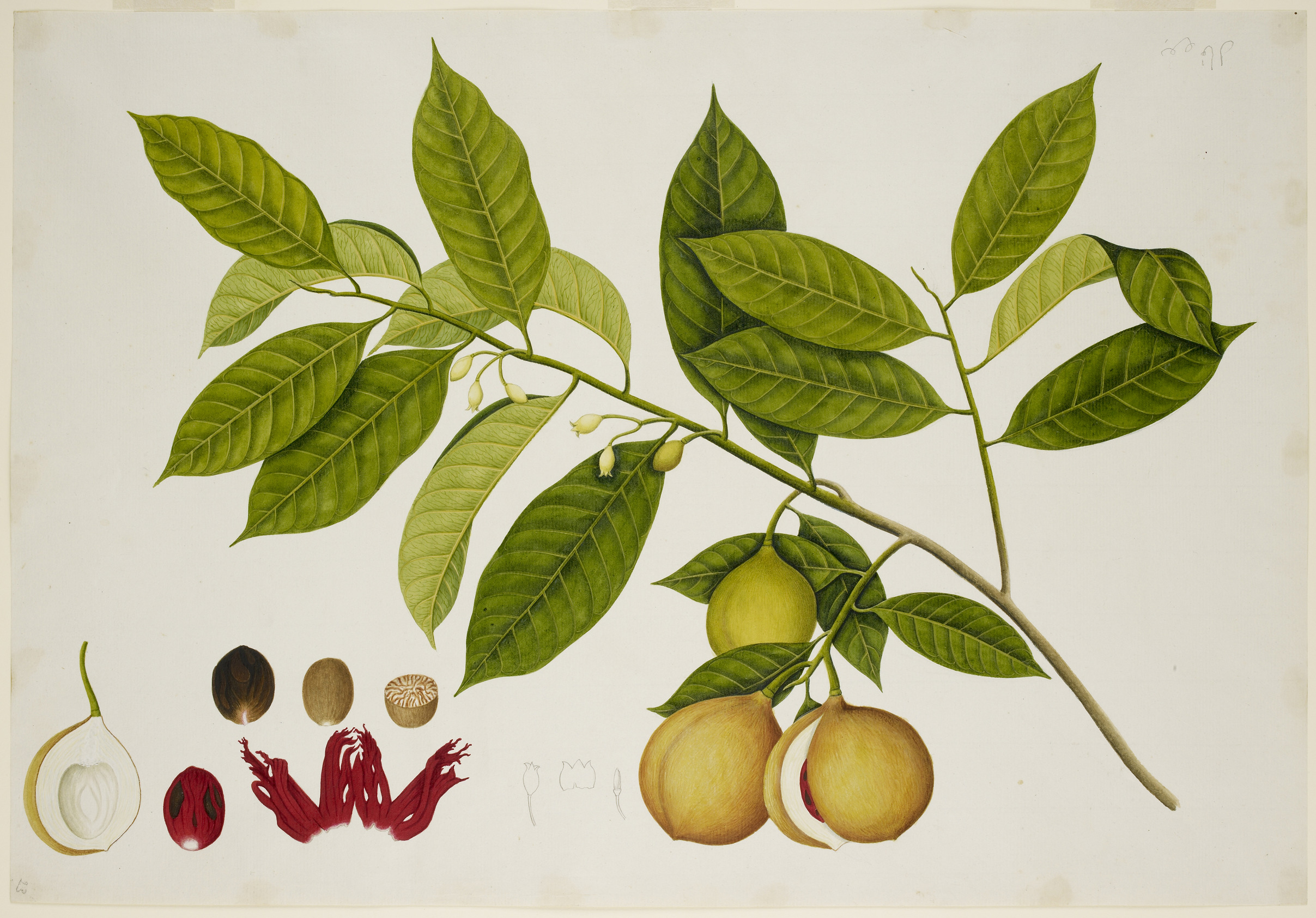
Myristica fragrans
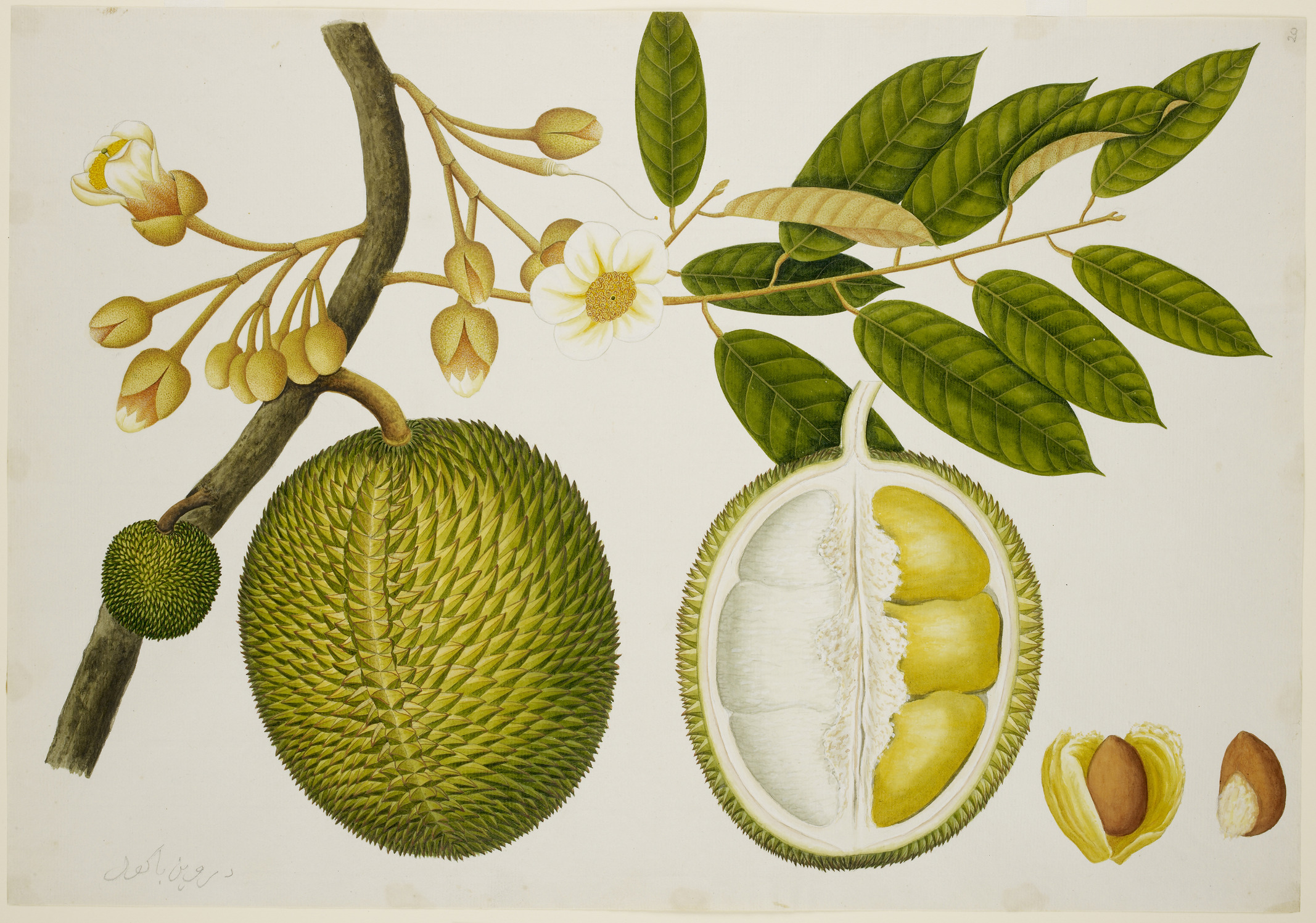
Durio zibethinus
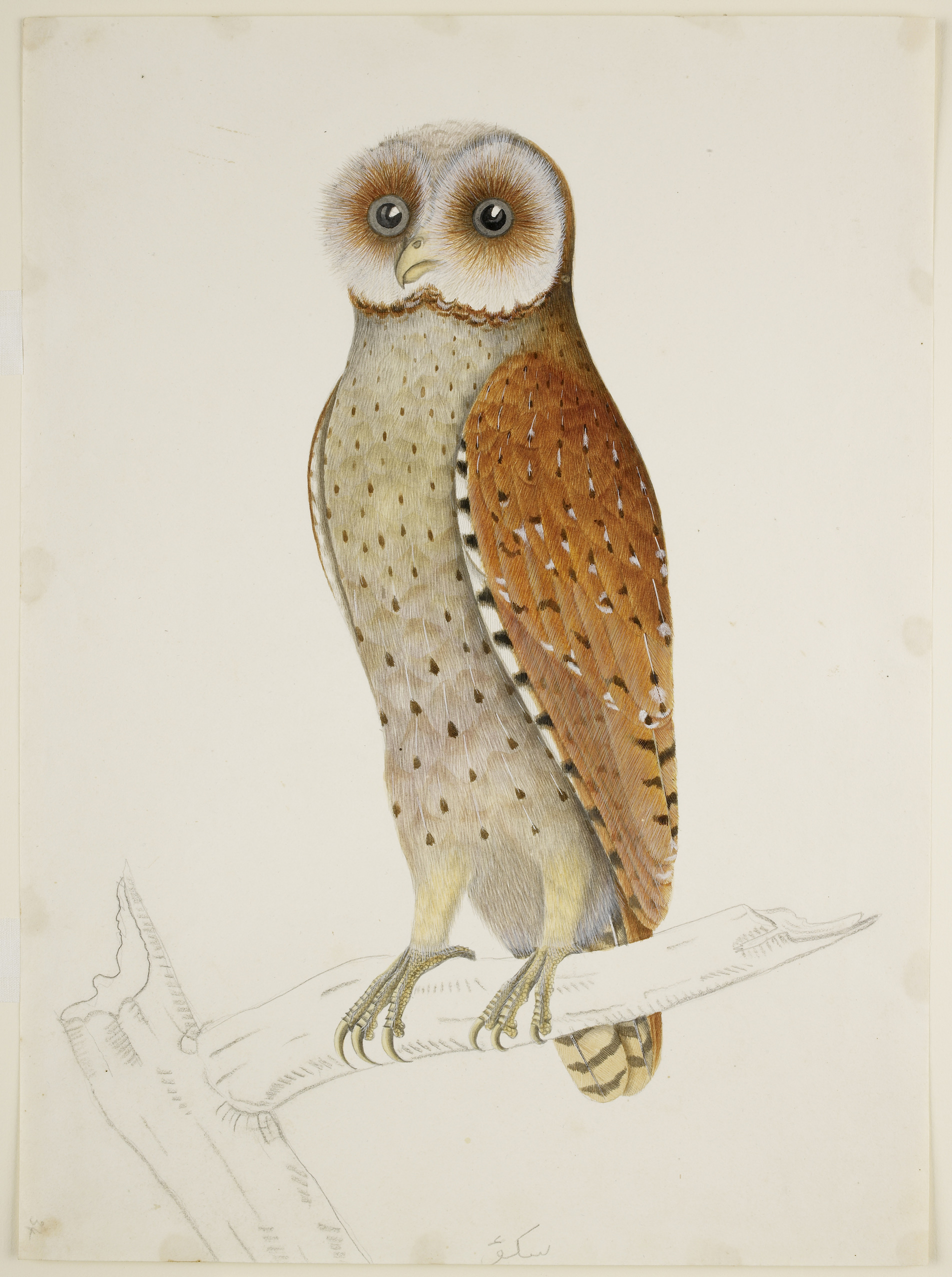
Phodilus badius
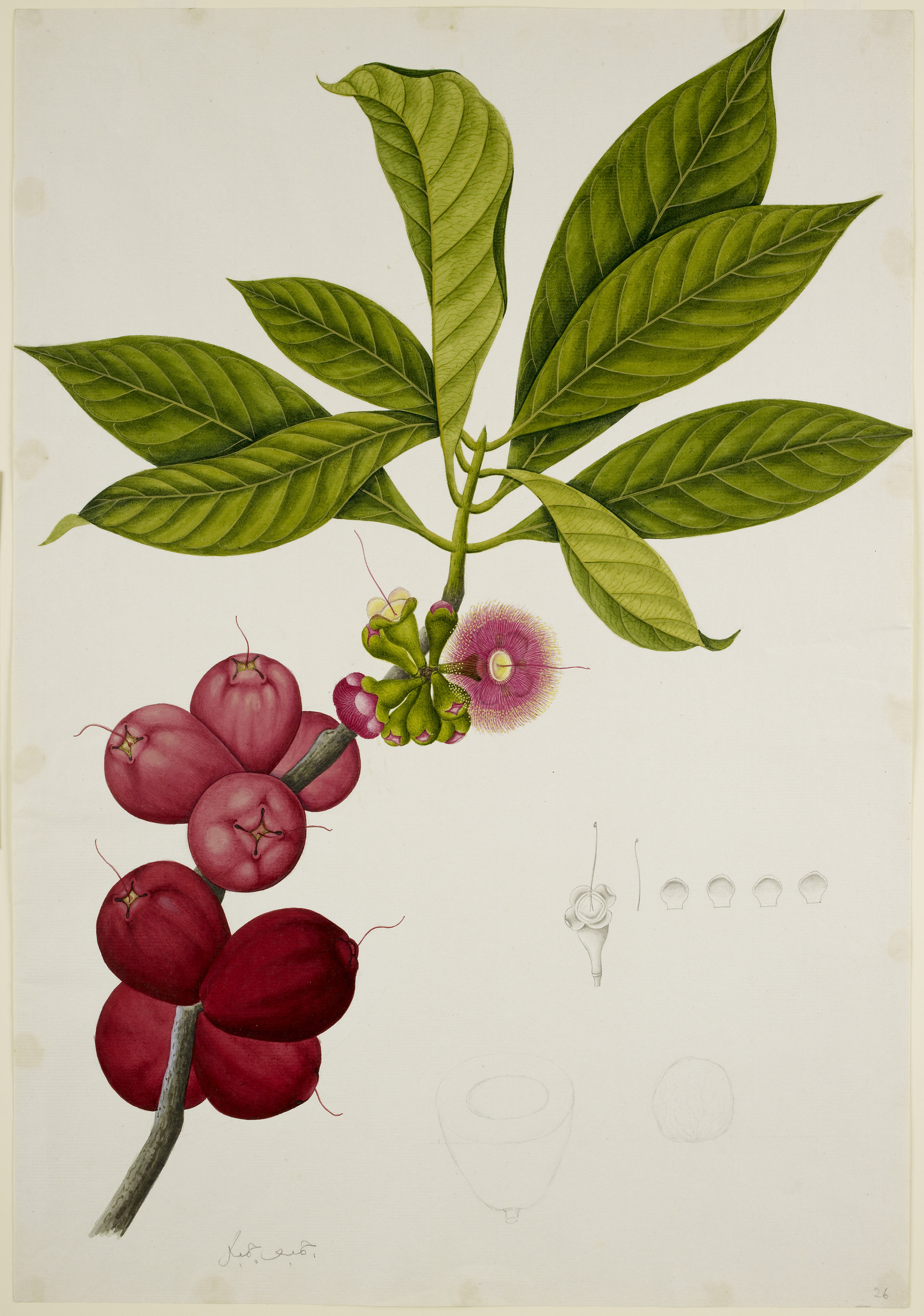
Syzygium malaccense
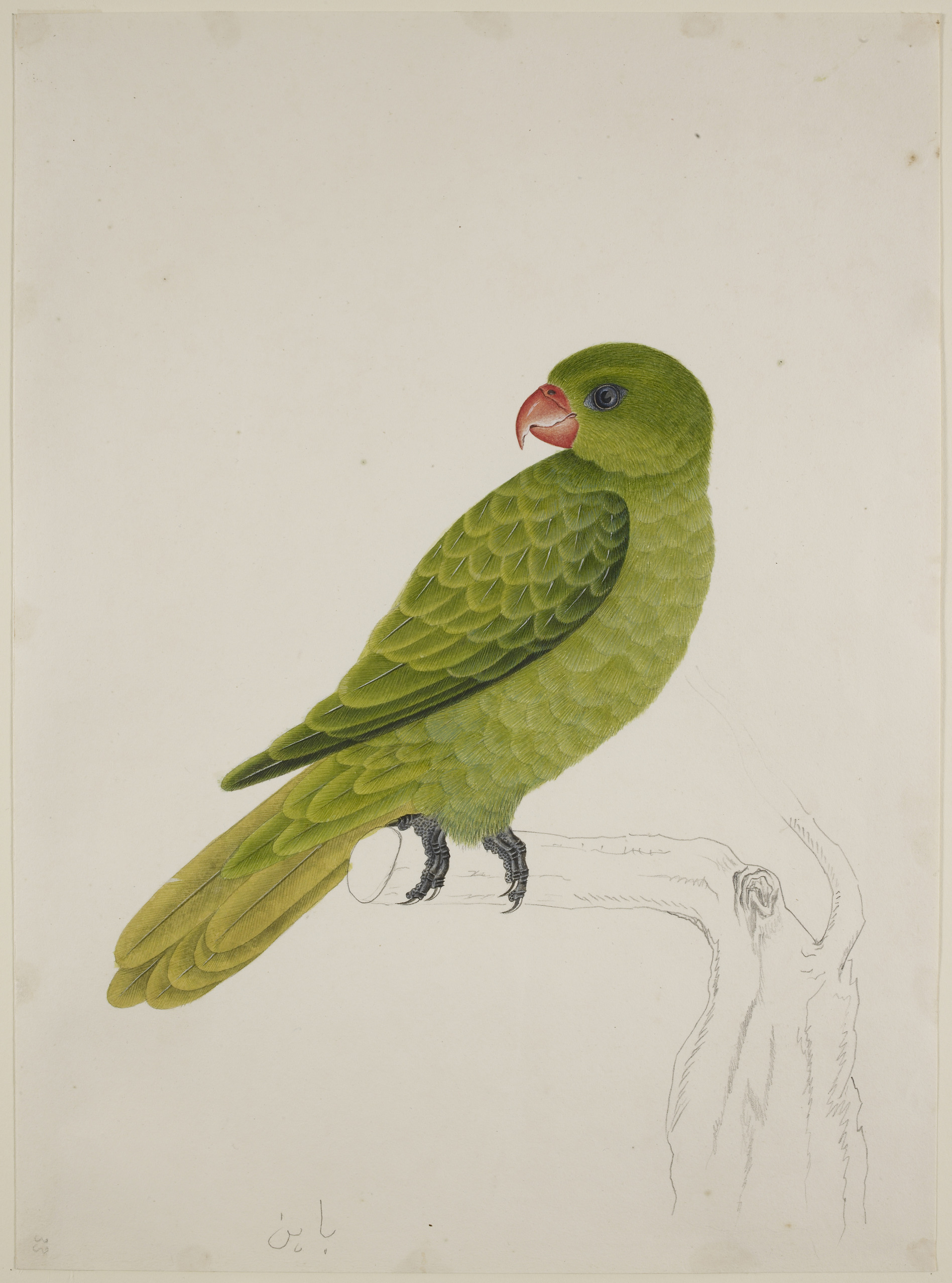
Tanygnathus everetti
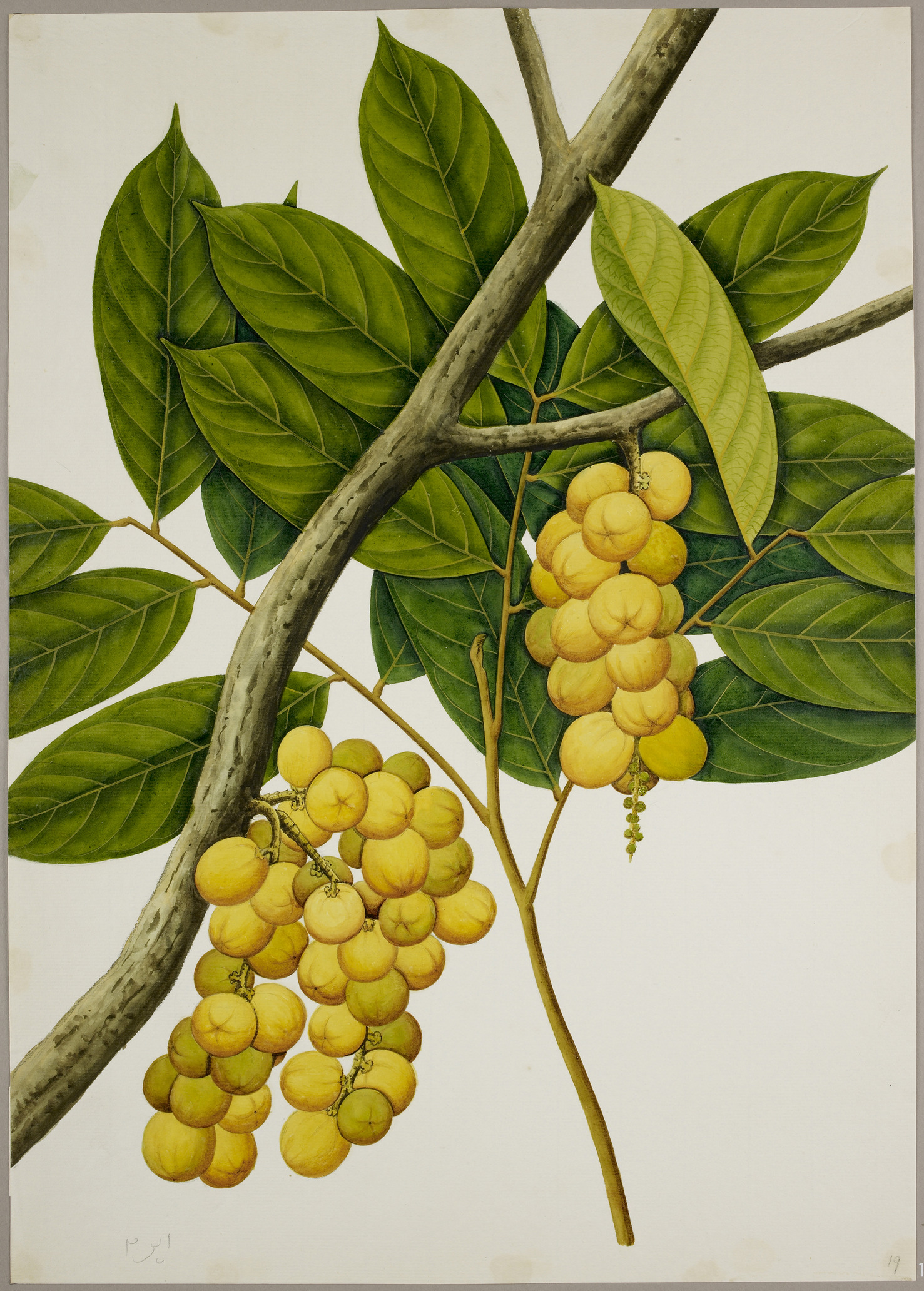
Lansium parasiticum
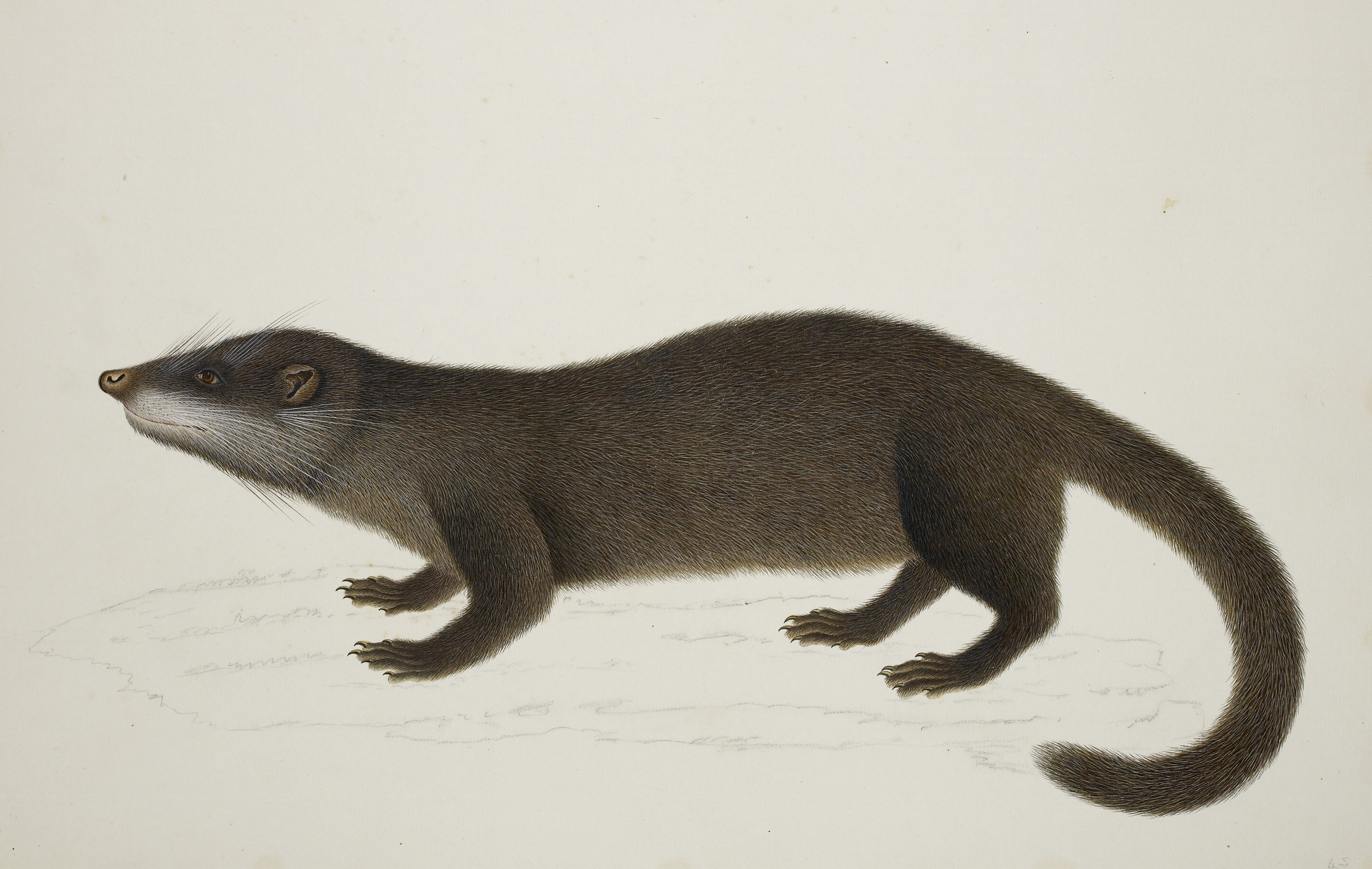
Cynogale bennettii
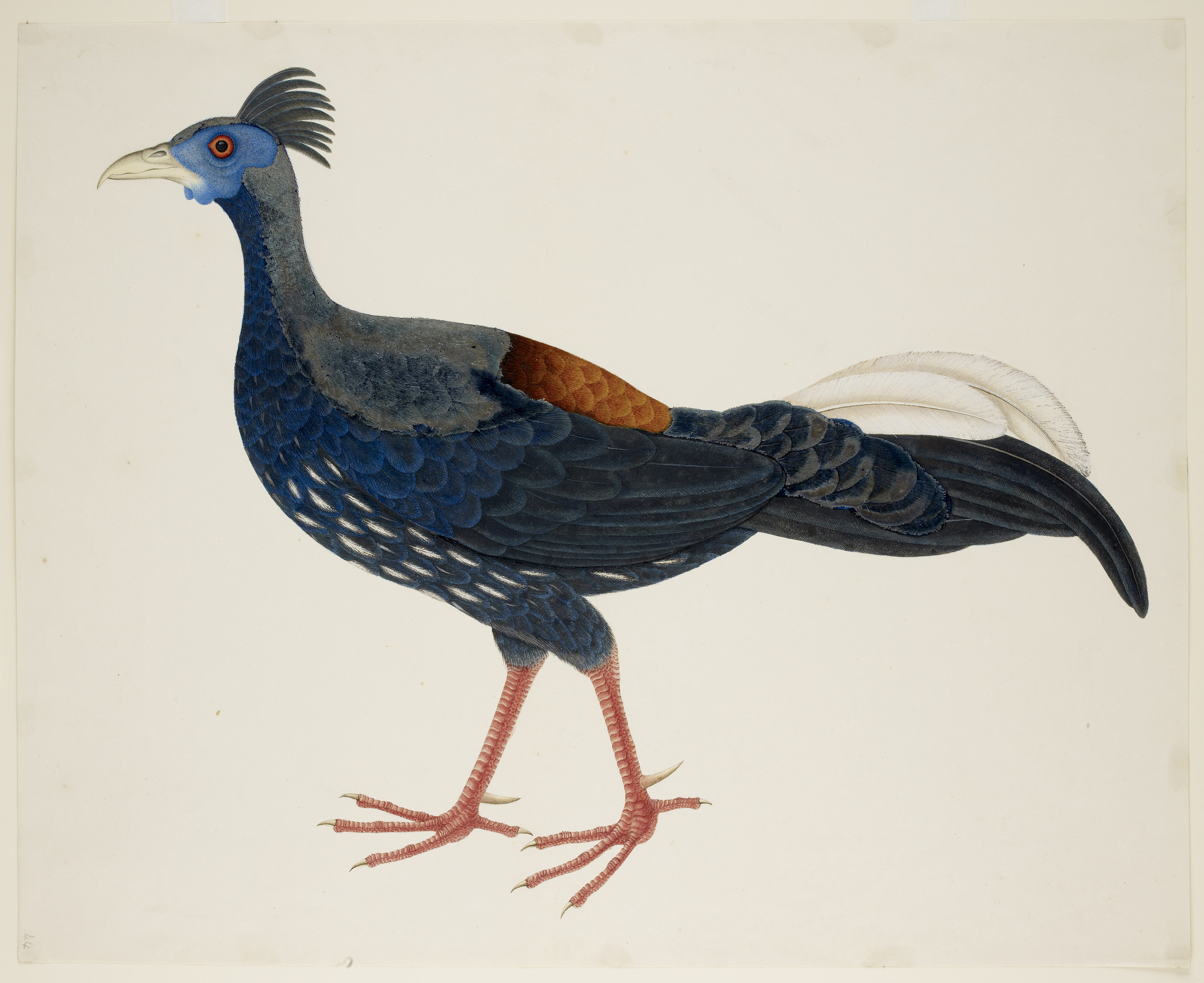
Lophura ignita

A maioria dos espécimes de história natural coletados por Raffles foram perdidos com o naufrágio de Fame. Alguns enviados mais cedo, e alguns coletados mais tarde, sobrevivem no Natural History Museum, Londres e World Museum.

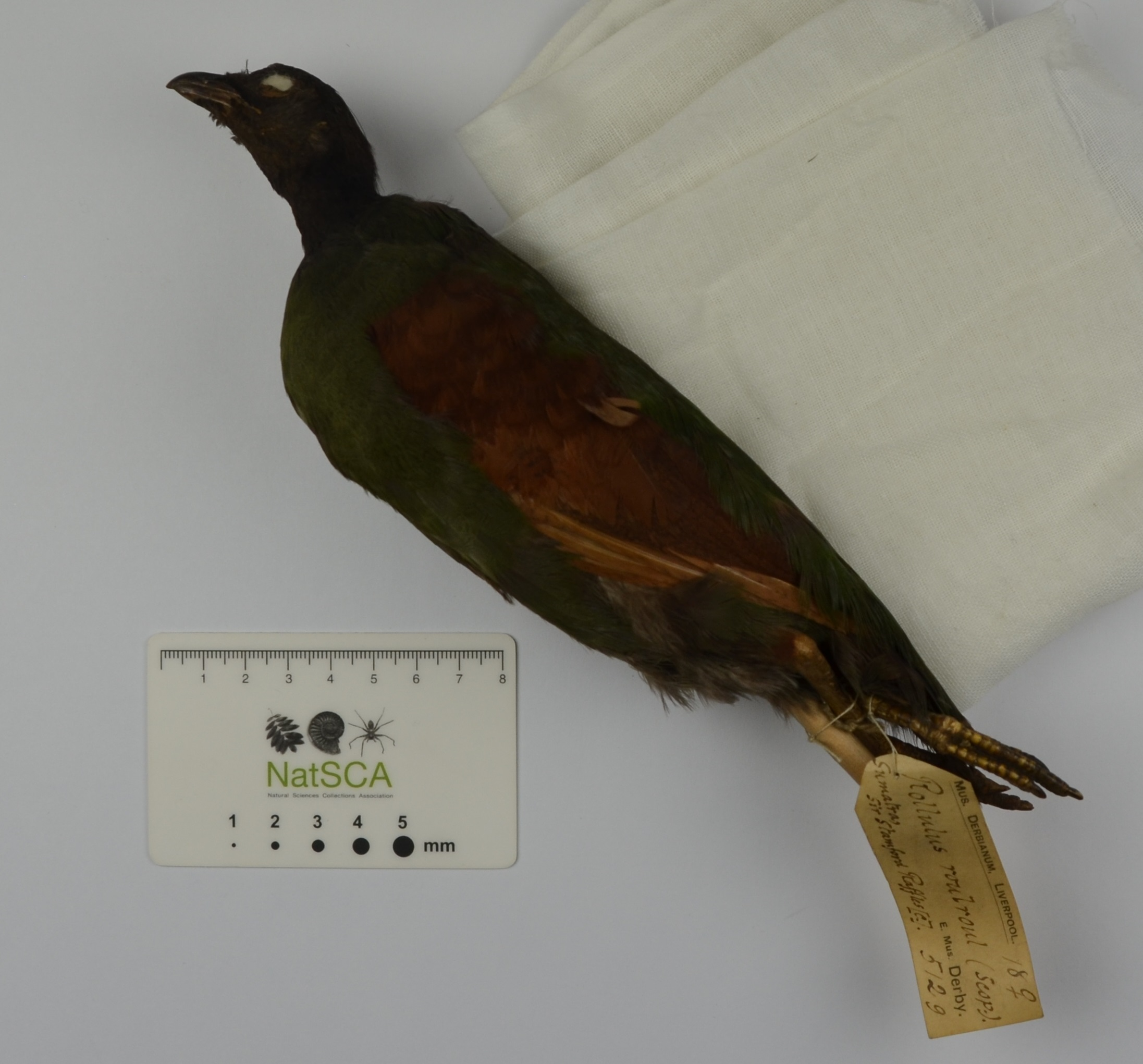
Perdiz Ferruginosa NML-VZ D512g coletado em Sumatra por Stamford Raffles, mantido noWorld Museum.
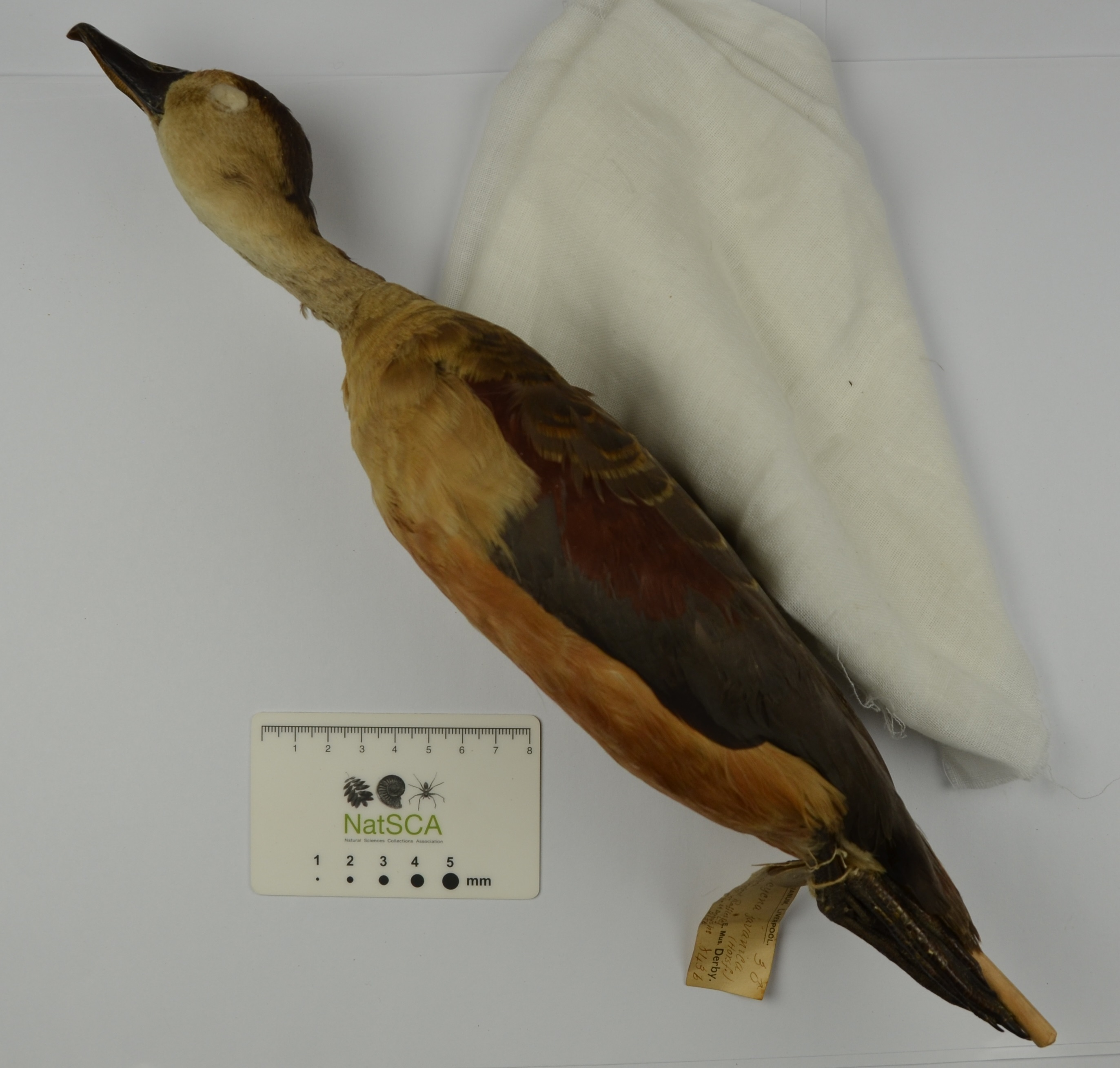
Pato Assobiador Menor NML-VZ D843b coletado em Sumatra por Stamford Raffles realizado no World Museum.